# 王宗熙
王宗熙（？—？），字義擅，直隸松江府華亭縣人，原籍蘇州長洲，明朝政治人物。

## 生平
崇禎九年（1636年）丙子科順天鄉試第十一名舉人，十六年（1643年）中式癸未科會試第七十一名，三甲第二百四十八名進士。吏部觀政，次年授江西新建縣知縣。

## 家族
曾祖王大化，誥贈刑部郎中。祖父王善繼，萬曆甲辰進士，建寧知府，祀鄉賢。父王獻吉，丙午解元，胶州保城死难，祀名宦。弟王辰熙。